# Bradlo (hrad)
Bradlo je zaniklý hrad, který stával na západním okraji vrchu Bradlo, při soutoku Labe a Olešnického potoka, mezi vsí Debrné (částí obce Mostek) a Novými Zámky u Hostinného v Královéhradeckém kraji, v katastrálním území obce Dolní Olešnice. Pozůstatky hradu jsou chráněny jako kulturní památka.

## Historie
Jelikož se do současnosti nedochovaly o hradu žádné písemné prameny, ani neznáme jeho původní jméno, můžeme při hledání historie tohoto objektu – v odborné literatuře často uváděného jako kolonizační provizorium – vycházet pouze z nepřímých pramenů a dějinných souvislostí okolí.
Ve 13. století vlastnili a kolonizovali zdejší kraj příslušníci Řádu německých rytířů. Ti na tomto místě kolem poloviny 13. století vystavěli menší hrádek. Podle archeologického výzkumu Antonína Hejny z let 1966–1968 k tomu mohlo dojít později, až na přelomu 13. a 14. století. Většinou však bývá jeho založení vymezeno počátkem kolonizace Olešnického újezdu a Podkrkonoší Řádem německých rytířů v roce 1241 a příchodem kolonistů ze Slezska v 60. až 70. letech 13. století.
V roce 1325 přešel do vlastnictví Půty I. z Turgova, který spolu se svým synem Půtou II. vystavěl nedaleko Dvora Králové hrad Choustníkovo Hradiště. Půta získal kolem roku 1316 od krále Jana Lucemburského do zástavy celý tehdejší Trutnovský kraj, včetně Dvora Králové a Hostinného. Tím ztratil hrad Bradlo na významu a došlo k jeho opuštění. Pravděpodobně nedlouho poté hrádek zanikl.
Dlouhou dobu byl hrádek ztotožňován s Hostínem, kde 14. února 1140 zemřel kníže Soběslav I.

## Stavební podoba
Hrad Bradlo patřil mezi hrady donjonového typu, jejichž hlavním obytným objektem byl donjon. Čelní stranu chránil příkop, nad nímž stála masivní hradba postavená z nasucho kladených kamenů. Zbývající strany byly, vzhledem ke strmým svahům, chráněny jen lehčím opevněním. Na severozápadní straně stála čtverhranná věž, jejíž spodní část byla postavena z kamene bez použití malty a horní patra byla hrázděná. U západní strany stála budova využívaná jako kuchyně, k níž směrem od nádvoří přiléhala nevelká kovárna. Další budova bývala v jihovýchodním rohu nádvoří.

## Přístup
Místo je dostupné po odbočce zelené turistické značky vedoucí z Debrného na osadu Vestřev.